# Enrico Asinari di San Marzano
Enrico Asinari di San Marzano, italijanski general, * 28. november 1869, † 27. julij 1938.
Med letoma 1925 in 1935 je bil poveljujoči general Korpusa karabinjerjev.